# Pergaphaga nigra
Pergaphaga nigra är en stekelart som beskrevs av Ian D. Gauld 1984. Pergaphaga nigra ingår i släktet Pergaphaga och familjen brokparasitsteklar. Inga underarter finns listade i Catalogue of Life.